# Laurent Spielvogel
Pour les articles homonymes, voir Spielvogel.
 Laurent Spielvogel , né le 10 mai 1955 à Boulogne-Billancourt, est un acteur, metteur en scène et humoriste français.

## Biographie
Après avoir suivi une formation au Cours Florent, Laurent Spielvogel écrit son premier one-man-show, Limite !, qu'il crée au café-théâtre des Blancs-Manteaux en 1984 et qui le révèle.
Depuis, il alterne spectacles seul en scène et pièces de théâtre. On le voit, notamment, dans Tailleur pour dames de Georges Feydeau, Volpone de Ben Jonson, Bagatelle(s) de Noël Coward, Frédérick ou le boulevard du crime d'Éric-Emmanuel Schmitt, Secret de famille d’Éric Assous, Perthus de Jean-Marie Besset, Le Dindon de Georges Feydeau (retransmis en direct sur France 2), La Folle de Chaillot de Jean Giraudoux, La Duchesse de Langeais de Michel Tremblay, Représailles d’Éric Assous.
En 1993, il crée son deuxième one-man-show au Théâtre Grévin, repris au Palais des glaces, mis en scène par Éliane Boéri et produit par Muriel Robin. En 2000, Spielvogel! co-écrit et mis en scène par François Cohn-Bendit, au Palais des glaces, puis en 2002 au Théâtre de Dix heures et, en 2015, Les Bijoux de famille, au Cinéma-Théâtre Le Brady.
Au cinéma, il tourne sous la direction de Jean-Michel Ribes, Nagisa Ōshima, Roman Polanski, Agnieszka Holland, Pierre Richard, Lawrence Kasdan, Roberto Benigni, Volker Schlöndorff, Valérie Lemercier, Bernard Rapp, Lorraine Lévy, Tom Tykwer, Claude Berri, Woody Allen…
Il a également joué dans de nombreuses productions pour la télévision, notamment dans la série Palace, de Jean-Michel Ribes. Il a obtenu en 2001 le prix de la Meilleure interprétation masculine au Festival de la fiction TV de Saint-Tropez pour son rôle dans Les faux-fuyants, réalisé par Pierre Boutron, d'après le roman de Françoise Sagan.

## Filmographie

### Cinéma

#### Longs métrages
- 1978 : Le Sucre de Jacques Rouffio apparition
- 1980 : La Banquière de Francis Girod apparition
- 1983 : La vie est un roman d'Alain Resnais : un jeune homme
- 1983 : Le Faucon de Paul Boujenah : un flic
- 1985 : Urgence de Gilles Béhat : un médecin
- 1986 : La Galette du roi de Jean-Michel Ribes : Bourbon Chanterelle
- 1986 : Max mon amour (マックス、モン・アムール) de Nagisa Ōshima : le docteur Mischler
- 1986 : Le bonheur a encore frappé de Jean-Luc Trotignon : l’éditeur
- 1986 : Les Exploits d'un jeune Don Juan (L'iniziazione) de Gianfranco Mingozzi : Monsieur Frank
- 1986 : Kamikaze de Didier Grousset : le réalisateur du discours
- 1988 : Frantic de Roman Polanski : le concierge de l’hôtel
- 1988 : Le complot (To Kill a Priest) d’Agnieszka Holland : le jeune marié
- 1990 : Il y a des jours... et des lunes de Claude Lelouch : un gendarme
- 1990 : Après après-demain de Gérard Frot-Coutaz : l’écrivain
- 1991 : On peut toujours rêver de Pierre Richard : le sophrologue
- 1991 : Lola Zipper d’Ilan Duran Cohen : Adrien
- 1993 : Une journée chez ma mère de Dominique Cheminal : un supporter de foot
- 1994 : Les Braqueuses de Jean-Paul Salomé : Monsieur Leroux
- 1994 : Le Monstre (Il mostro) de Roberto Benigni : Frustalupi
- 1995 : French Kiss de Lawrence Kasdan : le concierge de l’hôtel
- 1996 : Pédale douce de Gabriel Aghion : Francis, l’employé de l’hôtel
- 1996 : Le Roi des aulnes (Der Unhold) de Volker Schlöndorff : un prisonnier de guerre
- 1998 : Que la lumière soit ! d'Arthur Joffé : l’espion d’Harper
- 1998 : Ronin de John Frankenheimer : un touriste
- 1999 : Astérix et Obélix contre César de Claude Zidi : le scribe
- 1999 : Le Derrière de Valérie Lemercier : Patrick
- 2000 : Une affaire de goût de Bernard Rapp : le docteur Rossignon
- 2000 : Épouse-moi de Harriet Marin : Guillaume
- 2000 : Deuxième Quinzaine de juillet de Christophe Reichert : Monsieur Paul
- 2002 : Bloody Mallory de Julien Magnat : le Pape/Abbadon
- 2004 : La Première Fois que j'ai eu 20 ans de Lorraine Lévy : Monsieur Troutman
- 2005 : L'un reste, l'autre part de Claude Berri : Hubert
- 2009 : L'Enquête (The International) de Tom Tykwer : le commissaire Villon
- 2009 : Trésor de Claude Berri et François Dupeyron : le vendeur de l’animalerie
- 2010 : L'Italien de Olivier Baroux : le sommelier
- 2011 : Minuit à Paris (Midnight In Paris) de Woody Allen : l’antiquaire
- 2020 : Chacun chez soi de Michèle Laroque : le prof de pilates
- 2021 : Alors on danse de Michèle Laroque : Pierre

#### Courts métrages
- 1989 : Tour d'ivoire de Dominique Belet
- 1997 : Une fée m’habite de Pierre Coré
- 1999 : Cas clinique d'Olivier Laubacher : le docteur

### Télévision

#### Téléfilms
- 1986 : Mariage blanc de Peter Kassovitz
- 1992 : Les cravates léopards de Jean-Luc Trotignon : Rodin
- 1992 : Aerensgehawhe de Jean Beaudin
- 1995 : Comment épouser un héritage? de Patrice Ambard : Razahanaha
- 1996 : Papa est un mirage de Didier Grousset : Jacek
- 2000 : Les faux-fuyants de Pierre Boutron : Loïc Lhermitte
- 2003 : Clémence de Pascal Chaumeil : Klamp le greffier
- 2004 : Villa Belle France de Karim Akadiri Soumaïla : Georges
- 2005 : Sur le chemin de Compostelle de Didier Grousset : Sylvain
- 2006 : Mémoire de glace de Pierre-Antoine Hiroz : l'adjudant Orus
- 2006 : René Bousquet ou le Grand Arrangement de Laurent Heynemann : voix de François Mitterrand
- 2007 : La Promeneuse d'oiseaux de Jacques Otmezguine : Monsieur de Marseul
- 2007 : Vérités assassines d'Arnaud Sélignac : Victor
- 2008 : Marie et Madeleine de Joyce Buñuel : Elmer
- 2008 : Roméro et Juliette de Williams Crépin : Eddie
- 2008 : Tailleur pour dames, pièce filmée par Bernard Murat : Etienne
- 2009 : Un homme d'honneur de Laurent Heynemann : Michel Vauzelle
- 2009 : Juste un peu d'@mour de Nicolas Herdt : Jean-Alexis
- 2010 : Un divorce de chien de Lorraine Lévy : Schrek
- 2011 : Mission sacrée de Daniel Vigne : Giraud
- 2012 : Le Dindon pièce filmée par Bernard Murat
- 2012 : Nom de code : Rose d'Arnauld Mercadier : Guéro
- 2014 : Méfions-nous des honnêtes gens de Gérard Jourd'hui
- 2017 : Peur sur la base de Laurence Katrian : Amiral Bodrillan
- 2017 : Coup de foudre à Noël d'Arnauld Mercadier
- 2018 : Un mensonge oublié d'Éric Duret : Procureur Chatillon
- 2019 : L'archer noir de Christian Guérinel : Bernard Dufour
- 2021 : Emma Bovary de Didier Bivel : Le Juge

#### Séries télévisées
- 1982 : Commissaire Moulin, épisode Un hanneton sur le dos de Claude Boissol, un maton
- 1983 : Cinéma 16, épisode Le château faible de Jean Larriaga
- 1983 : Deux amies d'enfance de Nina Companeez
- 1985 : Néo Polar, épisode Les choses qui arrivent de Philippe Venault : Gardner
- 1986 : Série noire, épisode La Nuit du flingueur de Pierre Grimblat : le gardien
- 1987 : L'Heure Simenon, épisode Cours d’assises de Jean-Charles Tacchella : le juge
- 1988 : La Belle Anglaise, épisode Une vie de chien de Jacques Besnard : Emile
- 1988 : Palace de Jean-Michel Ribes : Gontran, le maître de rang
- 1991 : Maguy, épisode Direction assistée de Philippe Roussel : Bob Gaillard
- 1991 : Le Gang des tractions de Josée Dayan et François Rossini
- 1995-1997 : Julie Lescaut, 3 épisodes : le légiste
  - 1995 : La fiancée assassinée d'Élisabeth Rappeneau
  - 1995 : Double rousse d'Élisabeth Rappeneau
  - 1997 : Abus de pouvoir d'Alain Wermus
- 1995-1998 : Les Cordier, juge et flic, 5 épisodes
  - 1995 : Bébé en cavale de Pierre Joassin : Houchy
  - 1996 : Refaire sa vie de Bruno Herbulot : le psychiatre
  - 1997 : Le crime d’à côté de Paul Planchon : le psychiatre
  - 1997 : Boulot de flic de Gilles Béhat : le docteur Mandel
  - 1998 : L’étoile filante de Paul Planchon : le docteur Mandel
- 2000 : Vérité oblige, épisode La loi du silence de Claude-Michel Rome : le docteur Wiseman
- 2003 : Sauveur Giordano, épisode Au nom du père d'Henri Helman : Marchal
- 2004 : La Crim', épisode Room service de Vincent Monnet
- 2004-2005 : Léa Parker, 3 épisodes : Hellmann
  - 2004 : Révélations, 1re partie de Jean-Pierre Prévost
  - 2004 : Révélations, 2e partie de Jean-Pierre Prévost
  - 2005 : Pont-Neuf de Robin Davis
- 2004-2007 : Avocats et Associés, 2 épisodes
  - 2004 : La mémoire envolée de Patrice Martineau : Jacques Verdon
  - 2007 : Consentement mutuel de Badreddine Mokrani : Marc Chapuis
- 2008 : Terre de lumière de Stéphane Kurc, 4 épisodes : le commissaire au Maroc
  - 2008 : La terre natale
  - 2008 : La terre étrangère
  - 2008 : La terre des tourments
  - 2008 : La terre des secrets
- 2008 : Le Sanglot des anges, 3 épisodes : le concierge de l’hôtel
  - 2008 : Le piège
  - 2008 : L’étau de Jacques Otmezguine
  - 2008 : La révélation
- 2008 : Duval et Moretti, épisode Les absents ont toujours tort de Denis Amar : l’assassin
- 2008 : Groupe flag, épisode Garde à vue de Michel Hassan : le Père Matthieu
- 2009 : Déformations professionnelles de Benjamin Guedj
- 2009 : Joséphine, ange gardien, épisode Le frère que je n'ai pas eu réalisé par Pascal Heylbroeck : le docteur Pagesse
- 2016 : Baron noir de Ziad Doueiri : Armand Chambolle
- 2020 : Dérapages de Ziad Doueiri : Président procès
- 2020 : Cassandre, épisode Temps mort : Maître de Terrebasse
- 2020 : Draculi & Gandolfi de Guillaume Sanjorge : Noble[4]
- 2021 : Nina - Le poids des souvenirs, réalisé par Eric le Roux (saison 6, épisode 3) : Laurent Brunel

## Théâtre

### One man show
- 1984 : Limite ! de Laurent Spielvogel, mis en scène de Philippe Lelièvre, café-théâtre des Blancs-Manteaux
- 1993-1994 : Spielvogel, de Laurent Spielvogel, mis en scène d'Éliane Boéri, Théâtre Grévin
- 2000-2002 : Spielvogel!, de Laurent Spielvogel et François Cohn-Bendit, Petit Palais des Glaces
- 2015 : Les Bijoux de famille, de Laurent Spielvogel, mise en scène de Jérôme Sanchez, au Cinéma-Théâtre Le Brady

### Comédien
- 1981 : Le Troisième Jumeau de Charlotte de Turckheim et Jean-Paul Lilienfeld
- 1982 : C'était ça ou le chômage de Jean-Noël Fenwick
- 1985 : Tailleur pour dames de Georges Feydeau, adaptation de Jean Poiret, mise en scène de Bernard Murat
- 1992 : Volpone de Ben Jonson, adaptation de Jules Romains, mise en scène de Robert Fortune, en tournée
- 1996 : Bagatelle(s) de Noël Coward, adaptation Laurent Chalumeau, mise en scène de Pierre Mondy, Théâtre de Paris
- 1998 : Frédérick ou le boulevard du crime d'Éric-Emmanuel Schmitt, mise en scène de Bernard Murat, Théâtre Marigny
- 2003 : Daddy Blues, de Martyne Visciano et Bruno Chapelle, mise en scène d'Éric Civanyan, Théâtre de la Michodière
- 2008 : Tailleur pour dames de Georges Feydeau, adaptation de Jean Poiret, mise en scène de Bernard Murat
- 2008-2009 : Secret de famille d'Éric Assous, mise en scène Jean-Luc Moreau, Théâtre des Variétés et en tournée
- 2010 : Perthus de Jean-Marie Besset, mise en scène de Gilbert Désveaux, Vingtième Théâtre
- 2012 : Le Dindon de Georges Feydeau, mise en scène de Bernard Murat, Théâtre Édouard VII
- 2013 : La Folle de Chaillot de Jean Giraudoux, mise en scène de Didier Long, Comédie des Champs-Élysées
- 2013 : La Duchesse de Langeais de Michel Tremblay, mise en scène de Jérôme Sanchez, Théâtre des Déchargeurs à Paris et Théâtre Berthelot à Montreuil
- 2013 : Vieilles Chipies de Gérard Moulévrier, mise en scène d'Olivier Macé et Jean-Pierre Dravel, en tournée
- 2014 : Quatre minutes de Chris Kraus, mise en scène de Jean-Luc Revol, Théâtre La Bruyère
- 2015 : Représailles d'Éric Assous, mise en scène d'Anne Bourgeois, Théâtre de la Michodière
- 2019  : N'écoutez pas, mesdames ! de Sacha Guitry, mise en scène Nicolas Briançon, Théâtre de la Michodière

## Distinctions
- 2001 : Meilleur comédien au Festival de la fiction TV de Saint-Tropez, pour Les faux-fuyants de Pierre Boutron[5]